# Повіт Акумі
Пові́т Аку́мі (яп. 飽海郡, あくみぐん, МФА: [akumʲi guɴ]) — повіт в префектурі Ямаґата, Японія.